# João Botelho
Pour les articles homonymes, voir Botelho.
João Botelho est un réalisateur et scénariste portugais, né le 11 mai 1949 à Lamego.

## Biographie
Il s'inspire régulièrement d'œuvres littéraires classiques : Les Temps difficiles de Charles Dickens dans Tempos Difíceis en 1988, Frei Luís de Sousa d'Almeida Garrett dans Quem És Tu? en 2001, Le Livre de l'intranquillité de Fernando Pessoa dans Filme do Desassossego en 2010, ou encore Les Maia d'Eça de Queirós dans Os Maias - Cenas da Vida Romântica en 2014.
Ses films ont remporté plusieurs récompenses, dont le Tucano de Ouro du meilleur réalisateur au « Festival du cinéma de Rio de Janeiro », en 1985, pour  Um Adeus Português.

## Décoration
- Commandeur de l'ordre de l'Infant Dom Henri

## Filmographie
- 1981 : Moi, l'autre (pt) (Conversa Acabada)
- 1986 : Un adieu portugais (Um Adeus Português)
- 1988 : Este Tempo (Tempos Difíceis)
- 1993 : Ici sur la Terre (Aqui na Terra)
- 1994 : Trois Palmiers (Três Palmeiras)
- 1998 : Tráfico
- 2001 : Quem És Tu? (pt)
- 2003 : La Femme qui croyait être présidente des États-Unis (pt) (A Mulher que Acreditava Ser Presidente Dos EUA)
- 2005 : Le Fataliste (O Fatalista)
- 2007 : Corrupção (pt)
- 2008 : A Corte do Norte (pt)
- 2010 : Le Film de l'intranquillité (Filme do Desassossego)
- 2012 : Anquanto la Lhéngua fur Cantada (pt) (documentaire)
- 2014 : Os Maias (pt) (Os Maias - Cenas da Vida Romântica)
- 2014 : A Arte da Luz Tem 20.000 Anos (pt) (documentaire)
- 2014 : Quatro (pt) (documentaire)
- 2016 : O Cinema, Manoel de Oliveira e Eu (pt) (documentaire)
- 2017 : Peregrinação
- 2022 : 1936 - O Ano da Morte de Ricardo Reis
- 2022 : O Jovem Cunhal
- 2022 : Um Filme em Forma de Assim (pt)